# 空中预警机

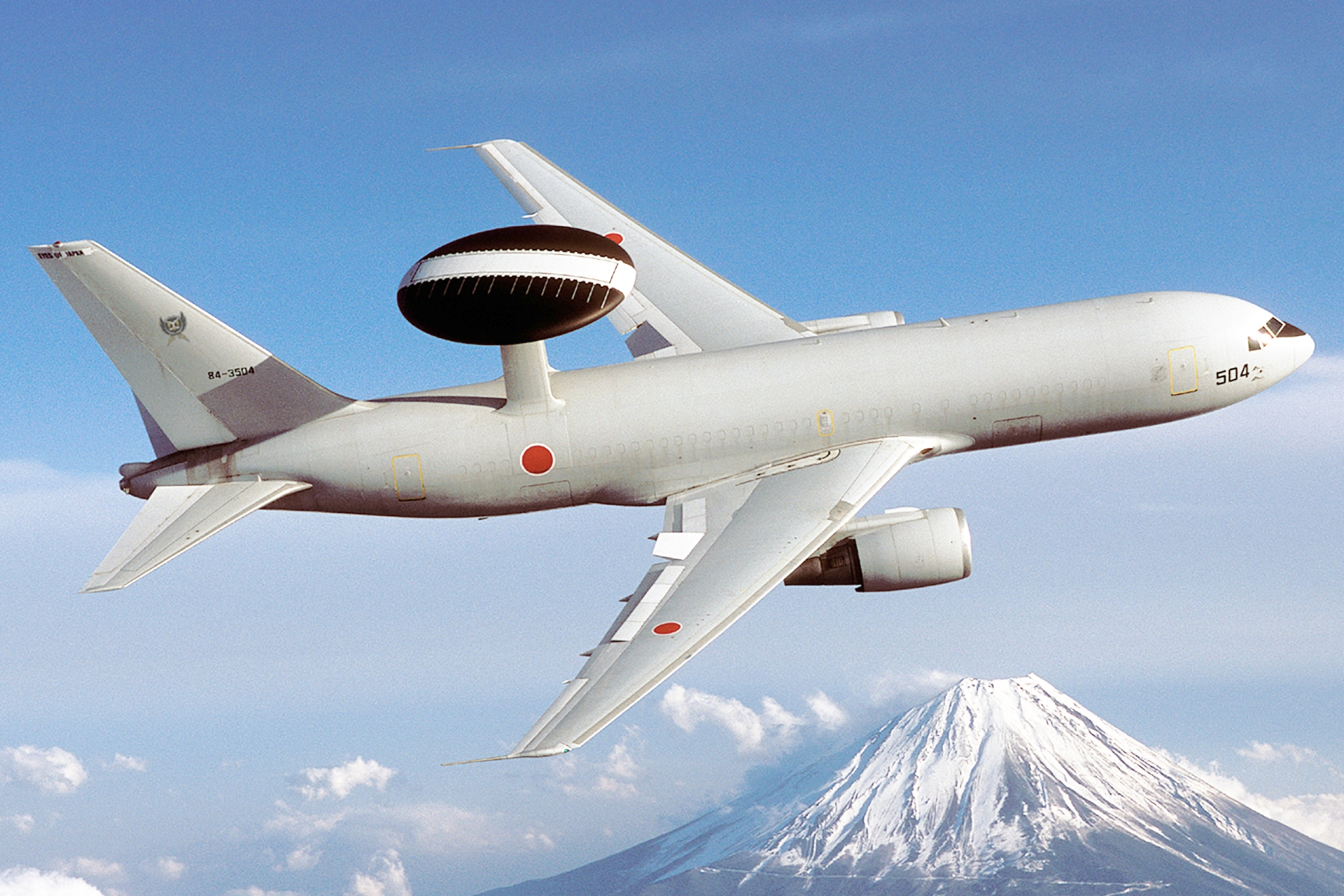
日本航空自衛隊的E-767空中預警機，機體方面採用了波音767，電子方面則採用了E-3空中預警機的圓形旋轉監視雷達及空中控制系統。

空中预警机（英语：Airborne Early Warning Aircraft）是为克服地面雷达在侦测低空目标时受地球曲率与地形遮蔽所限而发展的一种空中雷达平台。该系统将完整的雷达设备安装在飞行器上，从高空对空中、海上及地面目标进行侦察与搜索。凭借飞行高度优势，空中预警机能够提供更广阔的探测范围和更及时的早期预警，有效延长部队反应时间，提升整体作战弹性。
空中预警与控制系统（英语：Airborne Early Warning and Control；缩写：AEW&C）在具备早期预警功能的基础上，进一步承担指挥与控制、作战管理（C2BM）等任务，类似于空中交通控制系统。它不仅能协调己方作战单位，还可实时进行指挥调度，为战场提供高度整合的情报支持与指挥能力，是现代联合作战中的核心平台之一。
空中警告与控制系统（英语：Airborne Warning and Control System；缩写：AWACS）是由美国空军主导发展的空中预警平台。它是AEW&C概念的典型实现，也是目前最具代表性的空中预警平台之一。其代表机型为E-3，搭载AN/APY系列相控阵雷达，具备360度环视扫描能力，能够同时追踪数百个目标，并指挥多架战斗机协同作战。AWACS不仅提供战术警告，还整合空中、地面与海上资源，是现代空战指挥与空域管理的关键节点。

## 平台
空中預警機比較常見的是以民航機、公務機或者是運輸機改裝而來，因為這類飛機的內部可使用空間大，能夠安裝大量電子裝置與維持運作的電力與冷卻設備，同時也有空間容納數位雷達操作人員，通用性、升限、滯空時間、座艙舒適度等指標也對預警機平台很重要。也有國家以直昇機作為載具，预警直升机多用于海军舰队的早期预警，由于受到機體空间和電力的限制，效果不如以固定翼飛機為平台，是除美法以外大多数装备航母国家的重要早期预警手段。
由於大型預警機的雷達反射面積極大，並且機載預警雷達是極大的被動探測源，作為高價值目標在戰場中暴露太大（例如俄烏戰爭中俄羅斯空天軍的A-50被兩次擊落。）隨著電子工程技術的進步，目前世界各國的空中預警機平台有中小型化的趨勢，隨著通訊技術的進步，多目標協調作戰也成為可能，去中心化的多架中小型預警機可能發揮更大的作用，敏捷分散部署使預警能力在戰場中的存活率也更佳。

## 現役機型及使用者

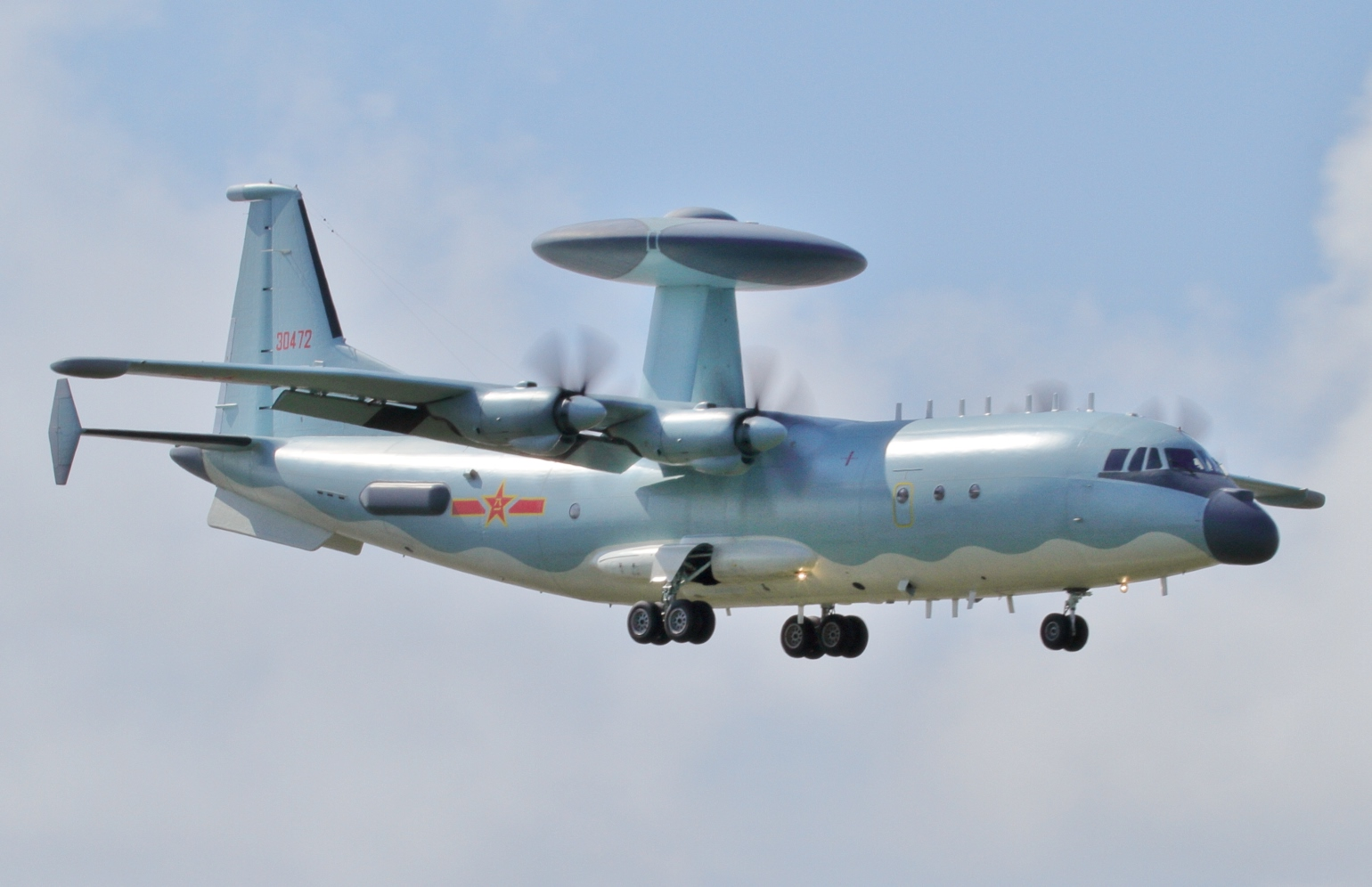
中國人民解放軍空軍的空警-500空中預警機，採用了圓形固定雷達。
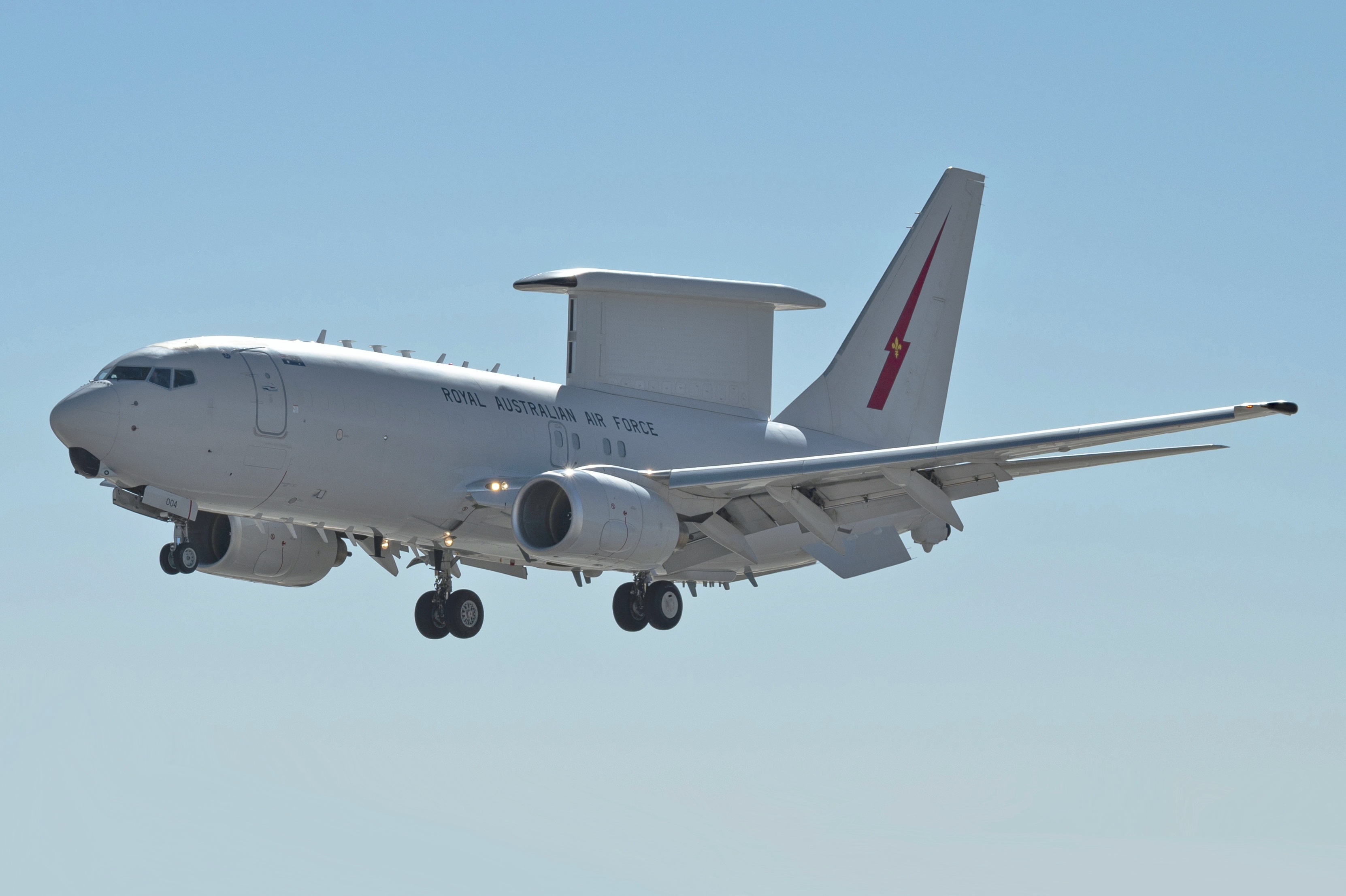
澳大利亞皇家空軍的E-7A空中預警機，採用了「T」形雷達。
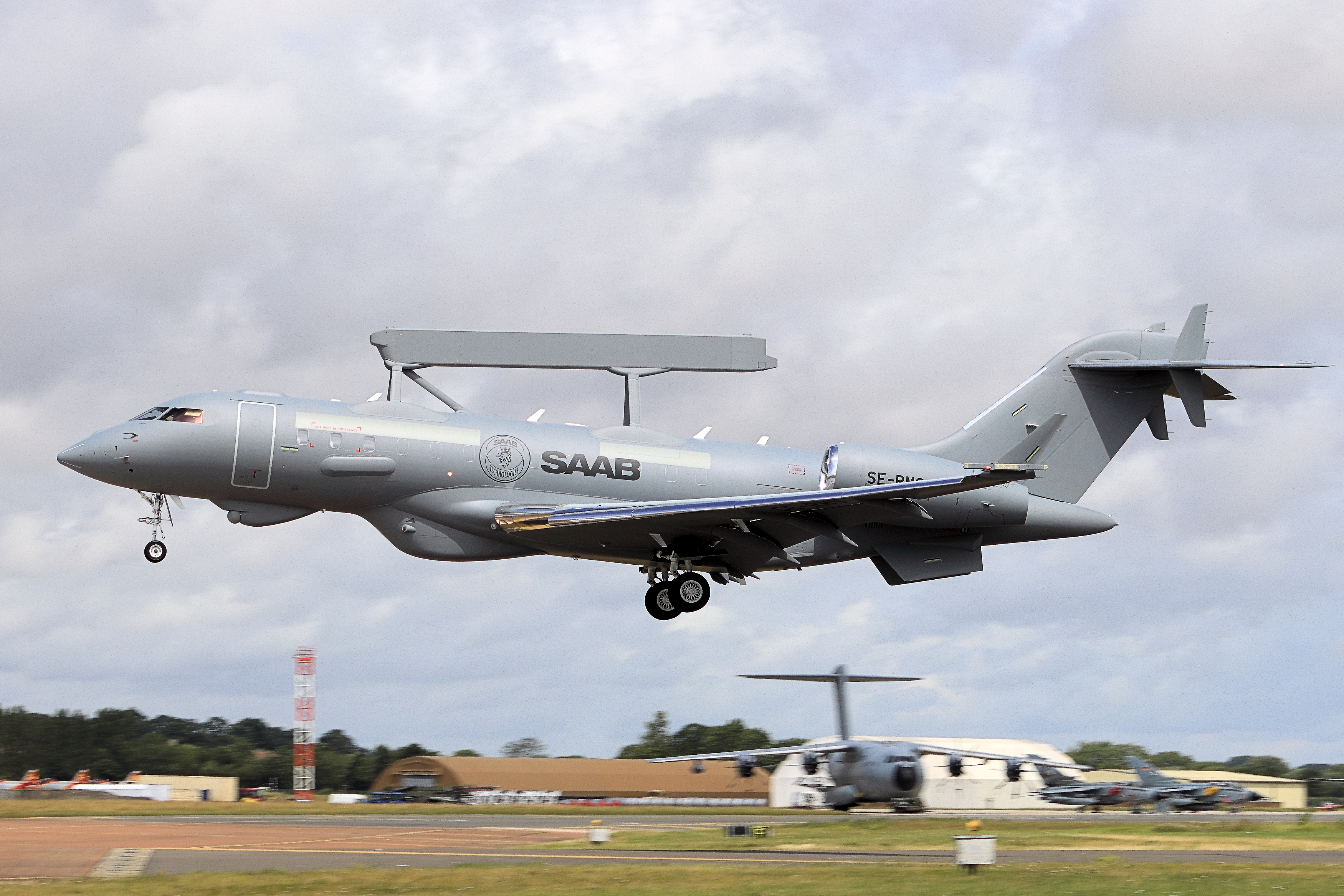
環球眼（英语：GlobalEye），採用了愛立眼ER「平衡木」雷達。
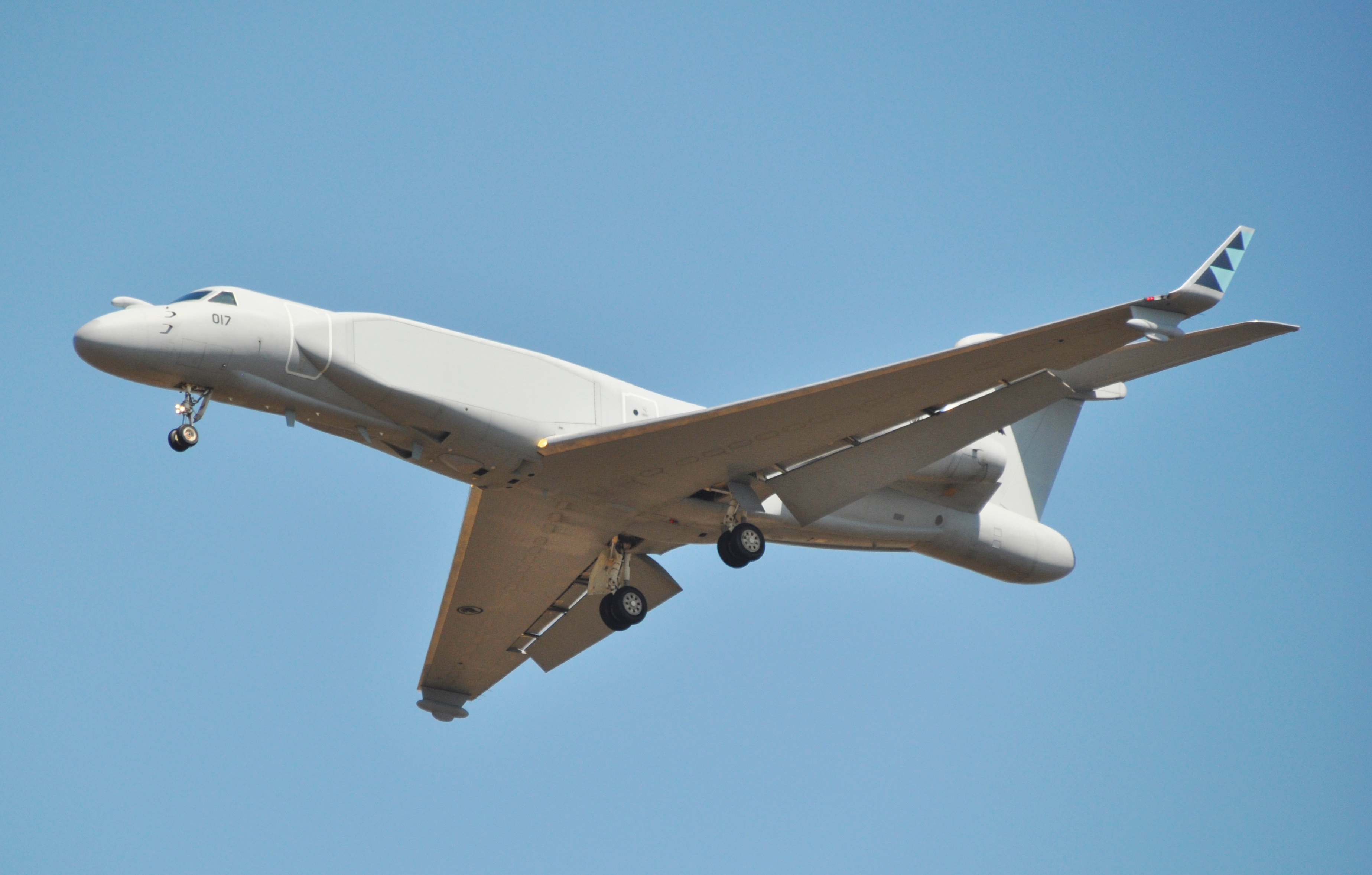
新加坡空军的EL/W-2085（英语：EL/W-2085），採用了保形雷達。
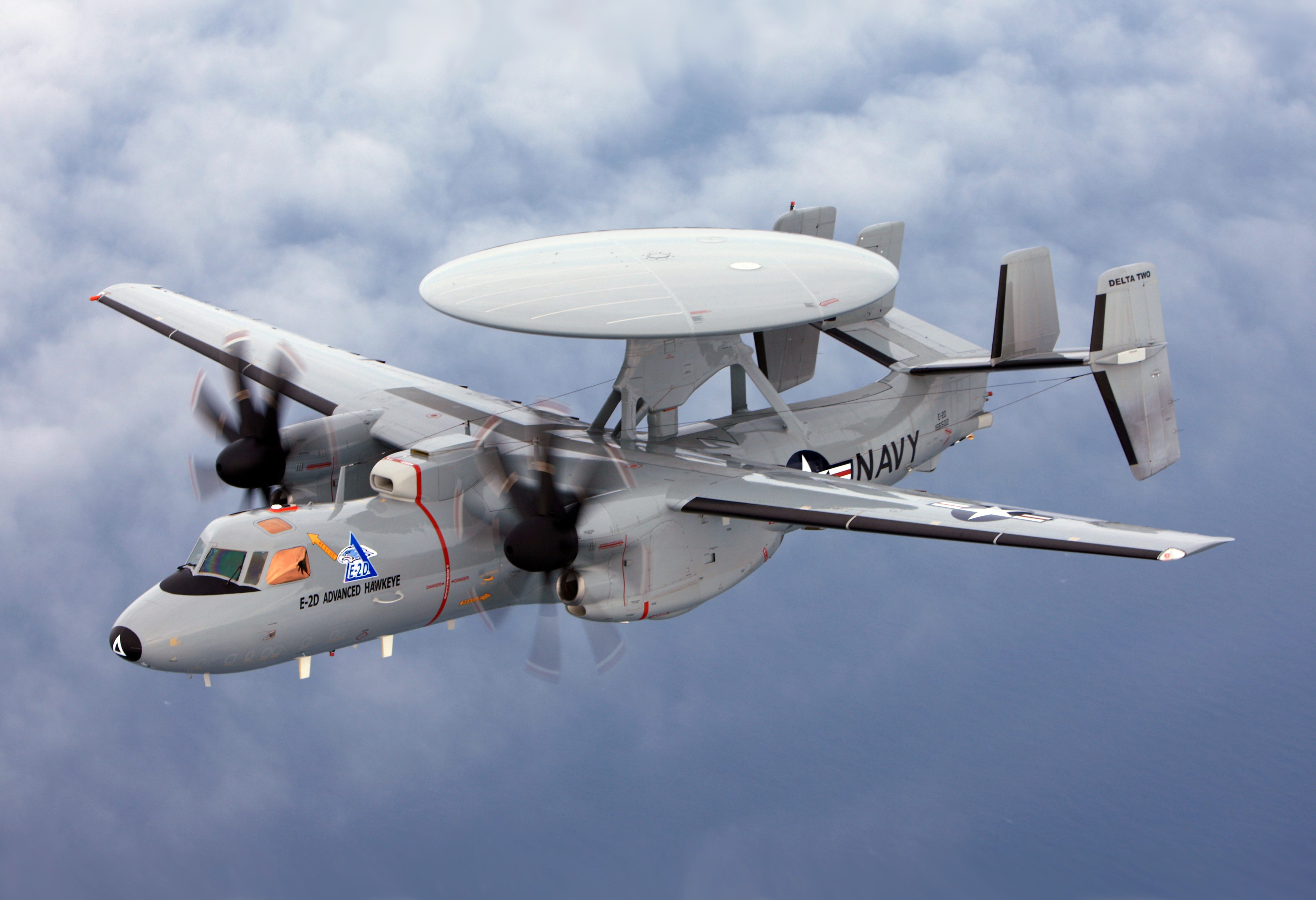
美國海軍的E-2D空中預警機，採用了圓形旋轉雷達。
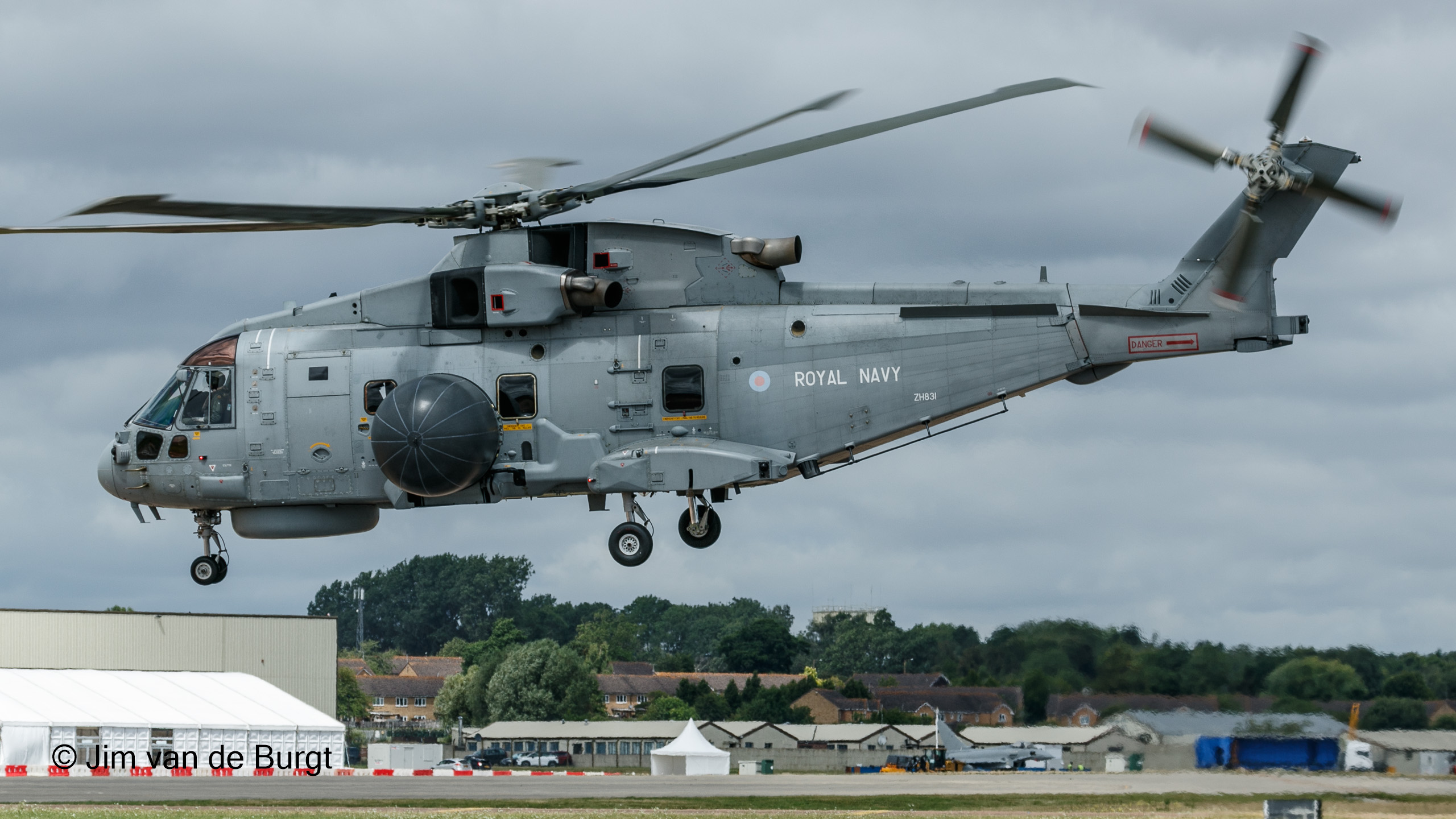
英國皇家海軍的梅林mk.2 EAW「空中之眼」預警直升機，採用了罩形折疊旋轉雷達。
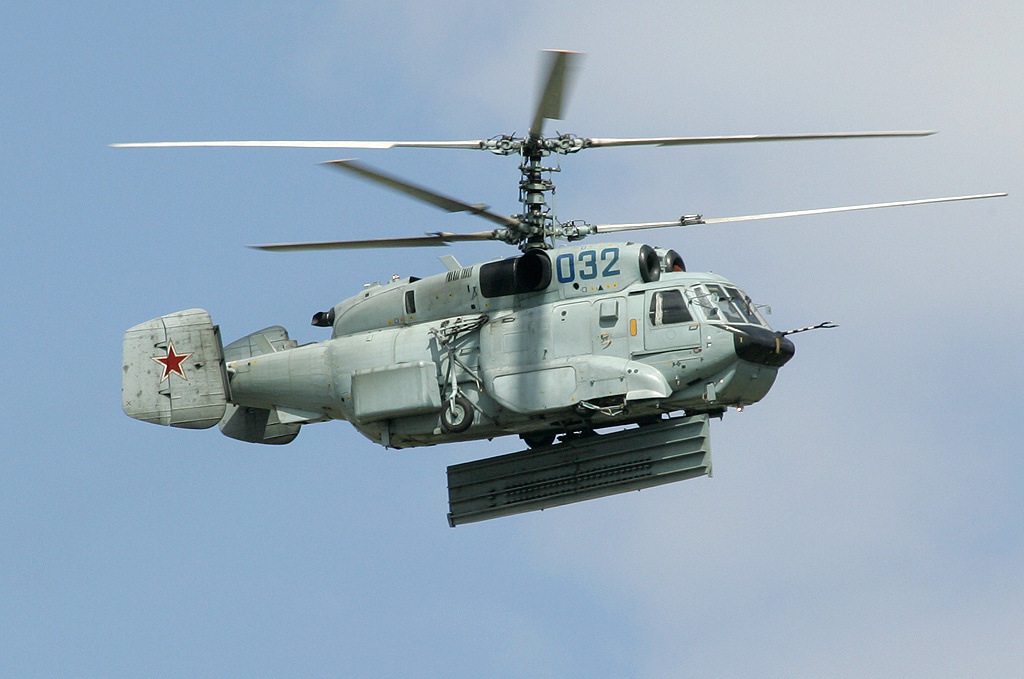
俄羅斯海軍的卡-31預警直升機，採用了板形折疊旋轉雷達。

- 空警-3000[2]（中国人民解放军空军）
- A-100（英语：Beriev A-100）（俄羅斯空天軍）
- A-50（俄羅斯空天軍）
- A-50EL/W-2090（英语：EL/W-2090）（印度空軍）
- 空警-2000（中國人民解放軍空軍）
- E-767空中預警機（日本航空自衛隊）
- E-3空中預警機（美國空軍、北約、沙烏地阿拉伯皇家空軍、法國空天軍、智利空軍）
- 波音707EL/M-2075费尔康（以色列空軍）
- 空警-500（中國人民解放軍空軍、中國人民解放軍海軍）
- 空警-200（中國人民解放軍空軍、中國人民解放軍海軍）
- ZDK-03[3]（巴基斯坦空軍）
- E-737空中預警機（北約、澳大利亞皇家空軍、英國皇家空軍、韓國空軍、土耳其空軍）
- P-3AEW&C藍色哨兵式空中預警控制機（美國國土安全部）
- 環球眼（英语：GlobalEye） （阿拉伯聯合大公國空軍（英语：United Arab Emirates Air Force）、瑞典空軍、法國空天軍）
- 灣流G550EL/W-2085（英语：EL/W-2085）（以色列空軍、新加坡空軍、義大利空軍）
- 空警-600（中國人民解放軍海軍）
- E-2空中預警機（美國海軍、美國空軍、日本航空自衛隊、埃及空軍、中華民國空軍、法國海軍、墨西哥海軍）
- R-99空中預警機（英语：Embraer R-99）（巴西空軍、希臘空軍、墨西哥空軍（英语：Mexican Air Force））
- ERJ-145DRDO AEW&CS（英语：DRDO AEW&CS）（印度空軍）
- 薩博2000 AEW&C （巴基斯坦空軍、沙烏地阿拉伯皇家空軍）
- 紳寶-340空中預警機（瑞典空軍、泰國皇家空軍、波蘭空軍、烏克蘭空軍）
- 梅林mk.2 EAW「空中之眼」（英國皇家海軍）
- EH-101（義大利海軍）
- 直-18J（中國人民解放軍海軍）
- 卡-31（俄羅斯海軍、印度海軍、中國人民解放軍海軍）

## 外部連結
- AWACS and JSTARS（页面存档备份，存于）
- NATO AWACS-Spotter Geilenkirchen website
- FAS.org E-3 Sentry information （页面存档备份，存于）
- Boeing AWACS website （页面存档备份，存于）
- Airborne Early Warning Association website （页面存档备份，存于）
- TU-126 MOSS AWACS – history of development- in Russian
- Airborne radar "Gneis-2" （页面存档备份，存于） – in Russian
- 新世代早期預警機